# Peter Terrin
Peter Terrin (Tielt, 3 ottobre 1968) è uno scrittore belga.

## Biografia
Peter Terrin è un autore belga di Lingua olandese, oltre ad essere autore di romanzi scrive per il teatro e come editorialista per la carta stampata. Terrin è stato candidato diverse volte a importanti premi letterari, incluso l'AKO literatuurprijs e il Libris Literatuur Prijs. Per De bijeneters è stato premiato con il Prijs voor Letterkunde van de Provincie West-Vlaanderen. Nel 2010 riceve il Premio letterario dell'Unione europea per De bewaker (2009).

## Romanzi
- 2001 - Kras
- 2003 - Blanco
- 2004 - Vrouwen en kinderen eerst
- 2009 - De' bewaker
- 2012 - Post mortem
- 2012 - Monte Carlo, Milano, Iperborea, 2016 traduzione di Claudia Cozzi e Claudia Di Palermo ISBN 978-88-7091-458-0.
- 2016 - Yucca
- 2018 - Patricia